# Hibiscus palmatifidus
Hibiscus palmatifidus är en malvaväxtart som beskrevs av John Gilbert Baker. Hibiscus palmatifidus ingår i Hibiskussläktet som ingår i familjen malvaväxter. Utöver nominatformen finns också underarten H. p. sakalava.